# مالا کوپاشنیتسا
مالا کوپاشنیتسا (به صربی: Mala Kopašnica) یک منطقهٔ مسکونی در صربستان است که در لسکواس واقع شده‌است. مالا کوپاشنیتسا ۲۵۵ نفر جمعیت دارد.